# 파벨 네드베트
파벨 네드베트(체코어: Pavel Nedvěd, 1972년 8월 30일 ~ )는 체코의 축구인으로 현역 시절 미드필더로 활동했다.
네드베트는 스쿠데토 우승을 라치오에서 한 번, 유벤투스에서 세 번 차지하였다. 그는 2003년에 발롱도르를 수상하였으며, 2004년에는 펠레가 선정한 FIFA 100에 선정되었다.
2009년 현역 은퇴를 선언한 후 프런트로 전향, 2010년부터 현역 시절에 마지막으로 몸담았던 유벤투스 FC의 임원으로 재직했다.
체코어 발음은 파벨 네드비예트(체코어 발음: [ˈpavɛl ˈnɛdvjɛt] ( 듣기))에 가까우며 대한민국에서는 성 'Nedvěd'의 어미 'd'를 탁음으로 발음하지 않은 파벨 네드베드로도 알려져 있다.

## 클럽 경력
네드베트는 이탈리아 진출 이전에는 자국 클럽인 FK 두클라 프라하 (1991-1992), AC 스파르타 프라하 (1992-1996)에서 뛰었고, UEFA 유로 1996에서의 활약을 바탕으로 그 해 이탈리아 세리에 A 프로축구팀 SS 라치오에 입단했다. 그가 라치오에서 뛸 동안 팀은 1997-98 시즌에 코파 이탈리아에서 우승하였고, 1999년에는 마지막으로 열린 UEFA 컵 위너스컵 대회 결승에서 RCD 마요르카를 누르고 우승을 차지하였다.
그는 2001년 레알 마드리드 CF로 떠난 지네딘 지단을 대체할 선수로서 4,120만 유로의 이적료를 받고 유벤투스 FC로 이적했다.
그는 UEFA 챔피언스리그 2002-03에서 소속팀 유벤투스를 결승전까지 이끌었다. 그러나 자신은 준결승전에서 레알 마드리드의 스티브 맥매너먼을 태클하여 받은 옐로 카드 때문에 경고 누적으로 결승전에 출전하지 못하였고 결국 리그 라이벌 중 하나인 AC 밀란에게 승부차기 끝에 챔피언스리그 트로피를 넘겨주는 것을 지켜봐야만 했다. 하지만 그 해 네드베트는 발롱도르를 수상하였다.
그는 알레산드로 델 피에로와 함께 유벤투스의 전성기를 이끌었으며, 2005-06 시즌 승부조작 혐의(칼치오폴리)로 유벤투스가 세리에 B로 강등당했을 때도 팀을 떠나지 않아 팀에 대한 각별한 애정을 표현하기도 했다. 이후 그는 2006-07 시즌 팀을 세리에 A로 끌어올린 뒤, 2009년 5월 현역에서 공식 은퇴했다.
2010년 유벤투스 FC의 이사로 선임되며 프런트 생활을 시작했고, 2015년 10월 유벤투스 FC의 부회장으로 선임되었다. 그러나 구단 회계상의 문제로 안드레아 아녤리 회장 등과 함께 부회장직에서 사퇴했다.
2017년 9월, 체코의 아마추어 축구팀 FK 스칼나와 계약하며 현역에 복귀하고 1경기만 뛰고 다시 은퇴했다.

## 국가대표 경력
네드베트는 체코 대표팀으로 UEFA 유로 1996에서 예상을 뒤엎고 결승전에 진출해 독일에 이어 준우승을 차지하는 데 크게 공헌하였다.
그는 UEFA 유로 2004에서 체코 축구 국가대표팀의 주장으로 뛰었으나, 그리스와의 준결승전에서 무릎 부상으로 경기 도중에 블라디미르 슈미체르와 교체되었고, 체코는 그리스에 패했다. 그리하여 그는 2004년 9월 대표팀 은퇴를 선언하였다.
그러나 2005년 11월 체코의 2006년 FIFA 월드컵 진출이 노르웨이와의 플레이오프 2경기로 결정될 상황이 되자, 대표팀으로 복귀하였다. 그리고 체코가 1, 2차전을 각각 1-0으로 승리하여 체코슬로바키아가 체코와 슬로바키아로 분리 독립된 이후 첫 FIFA 월드컵 출전을 따내는 데 큰 역할을 하였다.
그러나 2006년 FIFA 월드컵에서 체코는 미국전 완승 이후 가나와 이탈리아에게 연달아 패하며 16강 진출에 실패했다. 그의 유일한 현역 월드컵 출전이었던 2006년 FIFA 월드컵이 끝난 직후 다시 대표팀 은퇴를 선언했다.

## 국가대표팀 경력 목록
- UEFA 유로 1996 국가대표
- 1997년 FIFA 컨페더레이션스컵 국가대표
- UEFA 유로 2000 국가대표
- UEFA 유로 2004 국가대표
- 2006년 FIFA 월드컵 국가대표

## 출전 통계
| 클럽            | 시즌    | 리그 | 리그 | 컵   | 컵   | 대륙 | 대륙 | 기타 | 기타 | 합계 | 합계 |
| 클럽            | 시즌    | 출전 | 득점 | 출전 | 득점 | 출전 | 득점 | 출전 | 득점 | 출전 | 득점 |
| --------------- | ------- | ---- | ---- | ---- | ---- | ---- | ---- | ---- | ---- | ---- | ---- |
| 두클라 프라하   | 1991-92 | 19   | 3    |      |      |      |      |      |      | 19   | 3    |
| 스파르타 프라하 | 1992-93 | 17   | 0    |      |      | 5    | 0    |      |      | 22   | 0    |
| 스파르타 프라하 | 1993-94 | 23   | 3    |      |      | 4    | 0    |      |      | 27   | 3    |
| 스파르타 프라하 | 1994-95 | 27   | 6    |      |      | 2    | 0    |      |      | 29   | 6    |
| 스파르타 프라하 | 1995-96 | 30   | 14   |      |      | 8    | 4    |      |      | 38   | 19   |
| 라치오          | 1996-97 | 32   | 7    | 3    | 1    | 3    | 2    |      |      | 38   | 10   |
| 라치오          | 1997-98 | 26   | 11   | 6    | 2    | 11   | 2    |      |      | 43   | 15   |
| 라치오          | 1998-99 | 21   | 1    | 4    | 0    | 8    | 4    | 1    | 1    | 34   | 6    |
| 라치오          | 1999-00 | 28   | 5    | 6    | 1    | 12   | 1    | 1    | 0    | 47   | 7    |
| 라치오          | 2000-01 | 31   | 9    | 3    | 1    | 10   | 3    | 1    | 0    | 45   | 13   |
| 유벤투스        | 2001-02 | 32   | 4    | 4    | 0    | 7    | 0    |      |      | 38   | 10   |
| 유벤투스        | 2002-03 | 29   | 9    | 1    | 0    | 15   | 5    | 1    | 0    | 43   | 14   |
| 유벤투스        | 2003-04 | 30   | 6    | 4    | 0    | 6    | 2    | 1    | 0    | 34   | 6    |
| 유벤투스        | 2004-05 | 27   | 7    | 1    | 0    | 10   | 3    |      |      | 47   | 7    |
| 유벤투스        | 2005-06 | 33   | 5    | 4    | 0    | 8    | 2    | 1    | 0    | 45   | 13   |
| 유벤투스        | 2006-07 | 33   | 11   | 3    | 1    |      |      |      |      | 36   | 12   |
| 유벤투스        | 2007-08 | 31   | 2    | 2    | 1    |      |      |      |      | 33   | 3    |
| 유벤투스        | 2008-09 | 32   | 7    | 3    | 0    | 9    | 0    |      |      | 44   | 7    |

## 수상 내역

#### 스파르타 프라하
- 체코슬로바키아 1부 리그 : 1992-93
- 감브리누스리가 : 1993-94, 1994-95
- 체코 컵 : 1995-96

#### 라치오
- 세리에 A : 1999-2000
- 코파 이탈리아 : 1997-98, 1999-2000
- 수페르코파 이탈리아나 : 1998, 2000
- UEFA 컵 위너스컵 : 1998-99
- UEFA 슈퍼컵 : 1999
- UEFA 컵 준우승 : 1997-98

#### 유벤투스
- 세리에 A : 2001-02, 2002-03
- 수페르코파 이탈리아나 : 2002, 2003
- 세리에 B : 2006-07
- UEFA 챔피언스리그 준우승 : 2002-03

#### 체코
- UEFA 유로 준우승 : 1996
- FIFA 컨페더레이션스컵 3위 : 1997

### 개인
- 발롱도르 : 2003
- UEFA 최우수 미드필더 : 2002-03
- UEFA 올해의 팀 : 2003, 2004, 2005
- 세리에 A 올해의 선수 : 2002-03
- 세리에 A 올해의 외국인 선수 : 2002-03
- 월드 사커 올해의 선수 : 2003
- ESM 올해의 팀 : 2000-01, 2002-03
- 체코 올해의 운동 선수 : 2003
- 체코 올해의 선수: 1998, 2000, 2003, 2004
- 체코 골든볼 : 1998, 2000, 2001, 2003, 2004, 2009
- FAI 어워드 - International Personality : 2012
- 구에린도르 : 2003
- 골든풋 : 2004

- UEFA 유로 올스타팀 : 2004
- UEFA 유로 1996 MoM : 프랑스 vs 체코 준결승전
- UEFA 유로 2000 MoM : 네덜란드 vs 체코 조별리그
- UEFA 유로 2004 MoM : 네덜란드 vs 체코 조별리그

#### 선정
- 유벤투스 역대 베스트 : 2017
- UEFA 궁극의 팀 (서브) : 2015
- 위대한 체코인 - 41위
- FIFA 100 : 2004

#### 발롱도르
- 1999 - 15
- 2000 - 22
- 2003 - 1
- 2004 - 7
- 2005 - 23